# Sissel-Jo Gazan

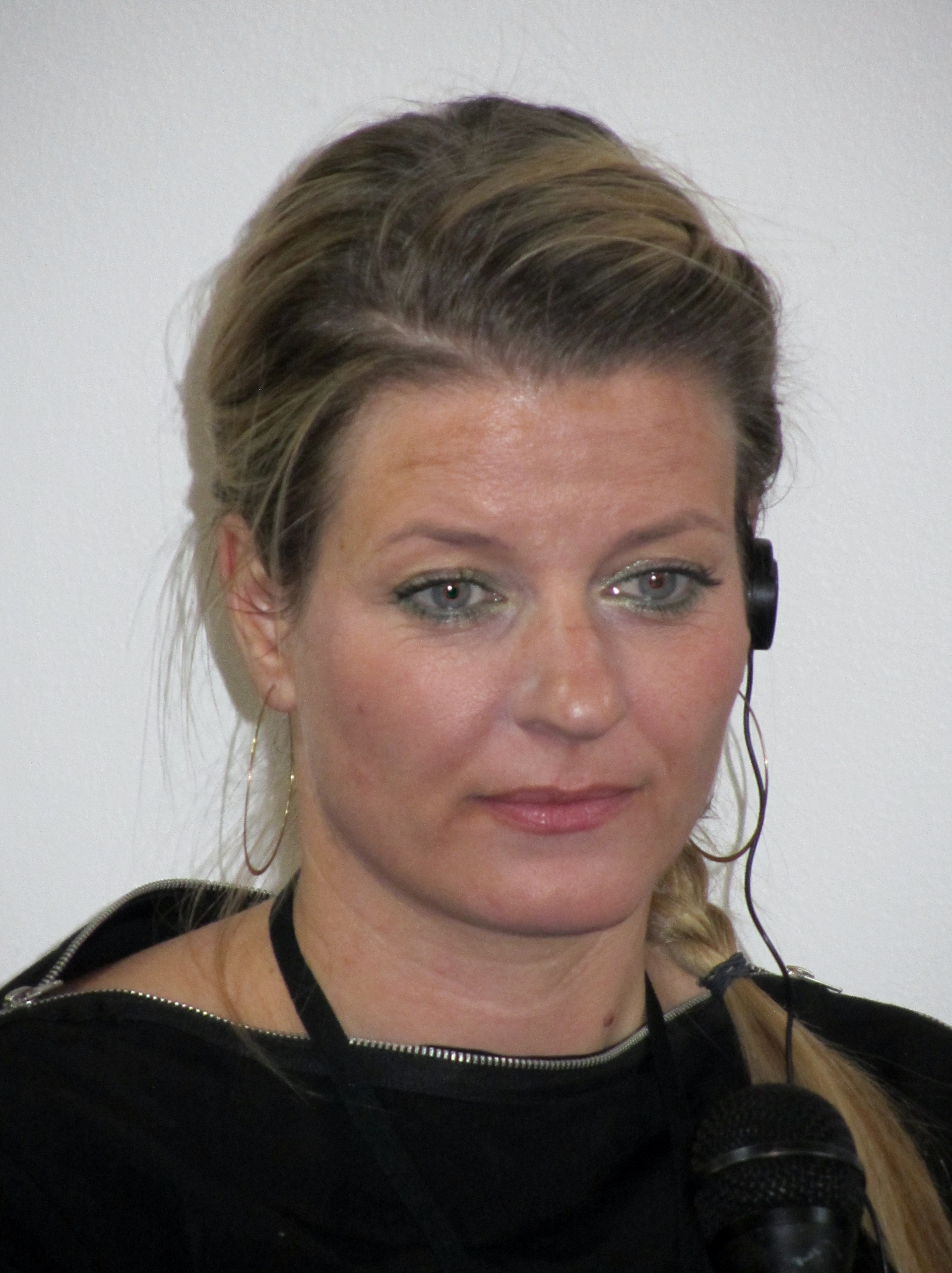
Sissel-Jo Gazan, 2015

Sissel-Jo Reid Gazan (* 20. Dezember 1973 in Aarhus, Dänemark) ist eine dänische Schriftstellerin und Biologin. Ihr Werk umfasst Romane, Wissenschafts- und Kriminalromane sowie Kinderliteratur.
Sissel-Jo Gazan ist die Tochter des Journalisten Paul Gazan und der Autorin und Dozentin Janne Hejgaard.

## Leben
Sissel-Jo Gazan wuchs in Aarhus auf und machte 1992 Abitur am Marselisborg Gymnasium. 1995 erschien ihr Debütroman Når man kysser i august im dänischen Klim Verlag. 1997 folgte Et barn for sig. Im selben Jahr begann sie ihr Biologiestudium mit Schwerpunkt Evolution von Vögeln an der Universität Kopenhagen, welches sie 2004 erfolgreich abschloss.
2005 zog sie nach Deutschland und ließ sich in Berlin nieder. Im Jahr 2008 wurde der Wissenschaftskriminalroman Dinosaurens Fjer (Gyldendal Verlag) veröffentlicht, mit dem sie ihren Durchbruch als Schriftstellerin in Dänemark schaffte. Dinosaurens Fjer, deutscher Titel: Dinosaurierfedern, wurde in 16 Ländern veröffentlicht, darunter Deutschland, Frankreich, Spanien, England und USA. 2013 bezeichneten NPR, The Washington Post, die Buchkritiker Maureen Corrigan und Tom Nolan vom The Wall Street Journal Dinosaurierfedern als einen der besten Kriminalromane des Jahres. Die Financial Times bezeichnete den Roman als „empörend unterhaltsam“. Im selben Jahr wurde der Roman Svalens Graf – eine eigenständige Fortsetzung von Dinosaurierfedern – im Gyldendal Verlag veröffentlicht. 2015 erschien Vi elsker Berlin (Wir lieben Berlin) – ein sehr persönlicher Reiseführer für Dänen über Berlin im PolitikenVerlag. 2017 wurde der Roman Blækhat (Lindhardt und Ringhof Verlag) veröffentlicht, der 2019 unter dem Titel Was du von mit wissen sollst beim dtv-Verlag in Deutschland erschien. Ein Buch übers Erwachsenwerden, Familiengeheimnisse und Street Art im Aarhus der 1980er Jahre. Im gleichen Jahr brachte der dänische Verlag Gyldendal Sissel-Jo Gazans erstes Kinderbuch Anton, Hugo og guldhesten heraus.
Das neueste Buch von Sissel-Jo Gazan, Uglens øje, ist im Juni 2022 in Dänemark erschienen.
Sie lebt mit ihren drei Kindern in Berlin-Mitte.

## Werke
- Uglens øje, Politikens Forlag, 2022, ISBN 978-87-400-6156-7
- Hvide blomster, Politikens Forlag, 2020, ISBN 978-87-400-7963-0
- Vi elsker stadig Berlin, Politikens Forlag, 2019, mit Lola Gazan
- Anton, Hugo og guldhesten, Gyldendal, 2019, Illustriert von Peter Bay Alexandersen
- Was du von mir wissen sollst, dtv, 2019, ISBN 978-3-423-26222-4
- Blækhat, Lindhardt und Ringhof, 2017
- Vi elsker Berlin, Lindhardt og Ringhof, 2015
- Sig Ja! Hvad præster ved om kærlighed, Pretty Ink, 2013
- Svalens Graf, Gyldendal, 2013, Wissenschaftskrimi mit Thema Impfprogramm der WHO
- Dinosaurierfedern, Hoffmann und Campe, 2011, ISBN 978-3-455-40198-1
- Vigtigt at vide om Ludmilla, Gyldendal, 2009
- Dinosaurens Fjer, Gyldendal, 2008
- Et barn for sig, Klim, 1997
- Når man kysser i august, Klim, 1995

## Auszeichnungen und Stipendien
- 2019: Skulderklaplegatet, verliehen von dänischen Schriftstellern Danske Skønlitterære Forfattere.
- 2014: Læsernes Bogpris Leserbuchpreis, verliehen vom Dänischen Bibliothekenverband und Berlingske.[4]
- 2013: Den frankofonske litteraturpris, für die Übersetzung von Dinosaurierfedern.
- 2010: Den gyldne Kødøkse – Das Lieblingsverbrechen der Dänen 2000–2010, von Lesern nach Nominierung durch die Bibliotheken gewählt.
- 2009: DR Romanpreis für Dinosaurierfedern
- 2009: Statens Kunstfonds 3-jähriges Arbeitsstipendium der National Art Foundation
- 2009: Det Danske Kriminalakademis Debutantpris, verliehen von der dänischen Kriminalakademie
- 2001: Direktør J.P. Lund og hustru Vilhelmine Bugge's Legat
- 1999: Forfatterne Harald Kiddes og Astrid Ehrencron-Kiddes Legat
- Darüber hinaus erhielt Sissel-Jo Gazan zahlreiche Förderungen